# Каждому свой ад
«Каждому свой ад» («У каждого свой ад») — психологическая драма французского режиссёра Андре Кайата.

## Сюжет
Трагедия в обычной семье французских буржуа: похищена дочь Мадлен и Бернара Жирар — Лоранс Жирар. После выступления матери по телевидению с призывом к похитителю вернуть девочку на любых условиях семья оказывается в центре внимания прессы, назойливых зевак и просто сумасшедших. По требованию похитителя родители отказываются от помощи полиции. Наконец, после тягостного ожидания, кто-то оставляет в почтовом ящике письмо с указаниями. Чтобы собрать выкуп, Бернар вынужден продать своё дело. Мадлен отвозит деньги, но лишь находит труп дочери, цинично засунутый в пластиковый мешок для мусора. На следующий день находятся и брошенные деньги. Полиция приходит к выводу, что преступник — кто-то из их ближайшего окружения, посвящённый в семейные дела, и его целью была месть, а не нажива. В голову матери закрадывается страшное подозрение. Где был её старший сын от первого брака, когда звонил похититель? Знал ли он, что в тот день девочку не будут встречать у школы? Между матерью и сыном происходит разговор, в котором подтверждается ужасная правда: это он убил свою сестру, чтобы отомстить матери и её новому мужу. Все десять лет их брака он ненавидел её за то, что она, овдовев, слишком быстро забыла его отца. Юноша охвачен злобой, он хочет всё рассказать журналистам, которые следуют за ними по пятам, он хочет, чтобы состоялся суд, чтобы его приговорили к смерти. Но Мадлен Жирар вместе с сыном едет на стройку. По дороге туда, её сын пытается на ходу рассказать всё журналистам, но мать нажимает на кнопку сигнала автомобиля и держит её, беспрерывно сигналя. Затем, приехав на стройку, Мадлен направляет автомобиль в стоящий там грейдер и врезается в него на полном ходу, тем самым погибая вместе с сыном.

## В ролях
- Анни Жирардо — Мадлен Жирар
- Бернар Фрессон — Бернар Жирар
- Стефан Иллель — Мишель, сын
- Фернан Леду — свёкор Мадлен
- Харди Крюгер — комиссар Болар
- Лейла Фреше — Лоранс, дочь
- Франсуа Перро — директор телекомпании